# Turniej o Srebrny Kask 2016
Turniej o Srebrny Kask 2016 – turniej rozegrany 6 sierpnia 2016 w Rawiczu. 

## Końcowe wyniki
1. Krystian Pieszczek (Ekrantor.pl Falubaz Zielona Góra) - 14 (2,3,3,3,3)
2. Bartosz Smektała (Fogo Unia Leszno) - 13 (3,3,2,3,2)
3. Adrian Gała (Betard Sparta Wrocław) - 10+3 (3,0,3,1,3)
4. Oskar Bober (Orzeł Łódź) - 10+u/- (1,3,2,3,1)
5. Sebastian Niedźwiedź (Ekrantor.pl Falubaz Zielona Góra) - 10+w (2,3,3,2,0)
6. Adrian Cyfer (Stal Gorzów) - 10+w (3,1,2,2,2)
7. Hubert Łęgowik (Eko-Dir Włókniarz Częstochowa) - 9 (3,1,3,1,1)
8. Marcin Nowak (MRGARDEN GKM Grudziądz) - 8 (0,1,1,3,3)
9. Dominik Kubera (Fogo Unia Leszno) - 8 (1,2,2,0,3)
10. Robert Chmiel (ROW Rybnik) - 8 (2,2,u,2,2)
11. Rafał Karczmarz (Stal Gorzów) - 7 (2,0,1,2,2)
12. Daniel Kaczmarek (Fogo Unia Leszno) - 4 (1,2,0,0,1)
13. Mike Trzensiok (MRGARDEN GKM Grudziądz) - 3 (0,2,0,1,0)
14. Alex Zgardziński (Ekrantor.pl Falubaz Zielona Góra) - 3 (0,1,1,1,0)
15. Marek Lutowicz (Holistic-Polska Rawicz) - 3 (1,0,1,0,1)
16. Oskar Ajtner-Gollob (Polonia Bydgoszcz) - 0 (0,d,d,d,d)
17. Damian Dróżdz (Betard Sparta Wrocław) - ns
18. Kamil Wieczorek (ROW Rybnik) - ns

## Bieg po biegu
1. Łęgowik, Pieszczek, Kubera, Nowak
2. Cyfer, Chmiel, Kaczmarek, Ajtner-Gollob
3. Gała, Niedźwiedź, Lutowicz, Trzensiok
4. Smektała, Karczmarz, Bober, Zgardziński
5. Smektała, Kubera, Cyfer, Gała
6. Bober, Kaczmarek, Łęgowik, Lutowicz
7. Niedźwiedź, Chmiel, Nowak, Karczmarz
8. Pieszczek, Trzensiok, Zgardziński, Ajtner-Gollob (d4)
9. Niedźwiedź, Kubera, Zgardziński, Kaczmarek
10. Łęgowik, Cyfer, Karczmarz, Trzensiok
11. Gała, Bober, Nowak, Ajtner-Gollob (d4)
12. Pieszczek, Smektała, Lutowicz, Chmiel (u4)
13. Bober, Chmiel, Trzensiok, Kubera
14. Smektała, Niedźwiedź, Łęgowik, Ajtner-Gollob (d4)
15. Nowak, Cyfer, Zgardziński, Lutowicz
16. Pieszczek, Karczmarz, Gała, Kaczmarek
17. Kubera, Karczmarz, Lutowicz, Ajtner-Gollob (d4)
18. Gała, Chmiel, Łęgowik, Zgardziński
19. Nowak, Smektała, Kaczmarek, Trzensiok
20. Pieszczek, Cyfer, Bober, Niedźwiedź

### Bieg dodatkowy o 3. Miejsce
Gała, Bober (u/-), Niedźwiedź (w/su), Cyfer (w/su)
Turniej sędziował Remigiusz Substyk